# Elvedin Džinić
Elvedin Džinič, né le 25 août 1985 à Zavidovići en Yougoslavie (auj. en Bosnie-Herzégovine), est un footballeur slovène. Il évolue au poste de défenseur. 

## Biographie
Il fait partie des 23 joueurs slovènes sélectionnés pour participer à la coupe du monde 2010.

## Palmarès
NK Maribor
- Champion de Slovénie en 2009 et 2011.
- Vainqueur de la Coupe de Slovénie en 2010.
- Vainqueur de la Supercoupe de Slovénie en 2009.

 Sporting Charleroi
- Champion de Belgique D2 en 2012.